# لوك بلكينغتون
لوك بلكينغتون (بالإنجليزية: Luke Pilkington)‏ (12 يوليو 1990 في أستراليا - ) هو لاعب كرة قدم أسترالي في مركز الدفاع. لعب مع Bentleigh Greens SC ‏ وFFV NTC ‏.

## وصلات خارجية
- لوك بلكينغتون على موقع قاعدة بيانات كرة القدم.إي يو (الإنجليزية)